# Bibi Torriani
Riccardo „Bibi” Torriani  (St. Moritz, 1911. október 1. – Chur, 1988. szeptember 3.) olimpiai és világbajnoki bronzérmes, Európa-bajnok, Spengler-kupa győztes, nemzeti bajnok svájci jégkorongozó, edző.
Az 1928. évi téli olimpiai játékokon a svájci válogatottal vett részt a jégkorongtornán mindössze 16 évesen. Az első mérkőzésen Ausztria ellen 4–4-et játszottak, majd a németeket verték 1–0-ra. Így a csoportban az első helyen bejutottak a négyes döntőbe, ahol először elverték a briteket 4–0-ra, majd kikaptak a svédektől 4–0 és a kanadaiaktól 13–0-ra. Ezek után a bronzérmesek lettek. Ez az olimpia egyben Európa- és világbajnokság is volt, így Európa-bajnoki ezüstérmesek és világbajnoki bronzérmesek is lettek. 4 mérkőzésen játszott és 1 gólt ütött.
Legközelebb az 1936. évi téli olimpiai játékokon vett részt a jégkorongtornán Garmisch-Partenkirchenben. Ekkor a svájci válogatott csapatkapitánya volt. A B csoportba kerültek. Az első mérkőzésen kikaptak az amerikaiak 3–0-ra, majd a németektől is 2–0-ra, végül az olaszokat verték 1–0-ra. Ezzel az eredménnyel a csoport 3. helyén végeztek és nem jutottak tovább. 3 mérkőzésen játszott ütött gólt. Összesítésben a 12. lettek.
A második világháború miatt elmaradt két téli olimpia, ezért csak az 1948. évi téli olimpiai játékokon játszott újra a jégkorongtornán. Körmérkőzéses formában bonyolították le a tornát. Minden csapat 8 mérkőzést játszott. Az első mérkőzésen győztek az amerikaiak ellen 5–4-re, majd az olaszokat verték 16–0-ra, az osztrákokat 11–2-re, a briteket 12–3-ra, svédeket 8–2-re, a csehszlovákoktól kikaptak 7–1-re, végül szintén vereséget szenvedtek el a kanadaiak ellen 3–0-ra Ezek után a bronzérmesek lettek. Ez az olimpia egyben Európa- és világbajnokság is volt, így Európa-bajnoki ezüstérmesek és világbajnoki bronzérmesek is lettek. 5 mérkőzésen játszott és 2 gólt ütött.
Az 1930-as jégkorong-világbajnokságon bronzérmes lett, az 1935-ös jégkorong-világbajnokságon ezüstérmes, az 1937-es jégkorong-világbajnokságon pedig bronzérmet nyert. Játszott még az 1933-as jégkorong-világbajnokság és 1934-es jégkorong-világbajnokságon. Mindegyiken csapatkapitány volt.
1927–1929 között a EHC St. Moritz volt a klubcsapata, majd 1929 és 1950 között a HC Davos. Ebben az időszakban összesen 18 svájci bajnoki címet és 6 Spengler-kupát nyert.
Visszavonulása után edző lett. Először a svájci válogatottat irányította, majd az olaszt végül klubcsapatokat. 1972-ben vonult vissza mint edző.
1957-ben szánkó (luge) világbajnoki ezüstérmet nyert.